# François Clerc (football)
Pour les articles homonymes, voir Clerc et François Clerc.
François Clerc, né le 18 avril 1983 à Bourg-en-Bresse (Ain), est un footballeur international français qui évoluait au poste de défenseur.

## Biographie

### En club

#### Formation et ascension à l'Olympique lyonnais
Il découvre le football à l'Olympique Saint-Denis-lès-Bourg puis au FC Bourg Péronnas, le club de sa ville de naissance. Il attire rapidement les recruteurs de Lyon où il arrive en 1997. Gérard Bonneau, responsable de la cellule recrutement lyonnaise, dit de lui qu'il a compensé son absence de talent par une grande capacité de travail.
Attaquant d'origine, il se reconvertit d'abord en milieu droit puis en défenseur latéral. Il peine cependant à s'imposer parmi le riche effectif des champions de France. Il est prêté lors de la saison 2004-2005 au Toulouse FC, où il ne participe qu'à sept rencontres de Ligue 1 : son prêt est alors considéré comme un échec.
Il revient à Lyon pour la saison 2005-2006 comme troisième joueur à son poste de latéral droit, derrière Anthony Réveillère et Lamine Diatta. La blessure du premier et l'absence du second due à la Coupe d'Afrique des nations lui permet de faire ses preuves en équipe première en championnat mais surtout en Ligue des champions, notamment contre le PSV Eindhoven. Il fait alors valoir des qualités qui en font l'une des révélations de l'année. Il est à cette époque sélectionné par Raymond Domenech en équipe de France. En concurrence directe avec Anthony Réveillère à Lyon, il devient peu à peu le titulaire du poste durant la saison 2007-2008.
Il inscrit son premier but en Ligue 1 le 2 décembre 2007 contre Strasbourg (victoire finale de Lyon 5-0) après celui inscrit contre l'US Laon en coupe de France lors de la saison 2006-2007.
En août 2008, une rupture des ligaments croisés du genou le contraint à six mois de convalescence, ce qui a pour effet de mettre fin à sa carrière internationale.

#### Faux-départ à Marseille
François Clerc est condamné par la cour d’appel d’Aix-en-Provence à payer à l’OM la somme de 130 000 € de dommages et intérêts. Le joueur de Lyon avait signé un pré-contrat et s’était engagé le 9 février 2006 avec le club phocéen avant de retirer son engagement et de prolonger son contrat avec l’OL. Après une longue procédure, dans laquelle le Conseil des prud'hommes de Marseille a débouté le club marseillais de ses prétentions, la cour d’appel d’Aix-en-Provence a infirmé le jugement et reconnu la validité de l’engagement, et a condamné le joueur à dédommager le préjudice de l’OM. Dans son arrêt, la Cour a reconnu une disposition de la FIFA qui permet à tout joueur le droit de s'engager avec un nouveau club à six mois de la fin de son contrat. Le joueur arguait le fait que cette disposition n'était pas reconnue par la LFP, et qu'en conséquent, le pré-contrat signé n'était pas valable. La Cour a estimé au contraire qu'il s'agissait d'une promesse d'embauche.

#### Fin de contrat lyonnais et arrivée à Nice
À l'issue de la saison 2009-2010, son contrat n'est pas prolongé et il quitte Lyon. Sans club, Clerc s'entraine avec l'effectif de l'OGC Nice à partir de mi-août pour entretenir sa condition physique avant de finalement signer un contrat de 2 ans avec le club azuréen. Ironie du sort, il inscrit quelques mois plus tard le but décisif face à Lyon (1-0 a.p) en 16e de finale de la Coupe de France.
En fin de contrat à l'issue de la saison 2011-2012, François Clerc et l'OGC Nice décident d'officialiser la fin de leur collaboration. En deux saisons et 61 matchs de L1 disputés sous le maillot rouge et noir, le numéro 29 s'est érigé en cadre de l'équipe.

#### AS Saint-Étienne
Le 9 juillet 2012, libre de tout contrat, il s'engage avec l'AS Saint-Étienne pour une durée de 3 ans et succède à Albin Ebondo au poste d'arrière latéral droit. Comme à Nice, il porte le numéro 29 et devient très vite le titulaire indiscutable à ce poste.
Le 17 mars 2013, François Clerc inscrit son premier but avec les Verts, un magnifique extérieur du pied droit, contre le Paris SG au stade Geoffroy-Guichard ; il permet ainsi à son équipe d'égaliser et d'obtenir le point du match nul (2-2). De plus, pour sa première saison à l'ASSE, il se hisse en finale de la Coupe de la Ligue, remportée 1-0 contre le Stade rennais.
Titulaire dans son couloir, il réalise une première moitié de saison 2013-2014 pleine. La phase retour est cependant plus compliquée, victime de blessures récurrentes, il doit régulièrement céder sa place à Kurt Zouma ou Jonathan Brison.
François Clerc est de nouveau blessé en début de saison 2014-2015. Confrontée à un calendrier chargé, l'AS Saint-Etienne accélère le recrutement d'un latéral droit. François Clerc est désormais confronté à une rude concurrence avec le néo-stéphanois Kévin Théophile-Catherine.
Il ne dispute alors que 18 matchs toutes compétitions confondues avant que Théophile-Catherine ne se blesse également lors du début de saison 2015-2016. Face au Dnipro Dnipropetrovsk, François Clerc participe à son centième match sous le maillot vert le 5 novembre 2015.
En avril 2016, il déclare sur un plateau télé qu'il va quitter l'ASSE à l'issue de la saison.

#### Gazélec Ajaccio
Le 9 juin 2016, il rejoint le club du Gazélec Ajaccio pour deux saisons plus une en option. Le 23 mai 2018, il annonce qu'il met un terme à sa carrière professionnelle.

### En sélection nationale
Après avoir disputé seulement 14 matchs en ligue 1, il est appelé par Raymond Domenech pour le match de l'équipe de France contre la Slovaquie le 1er mars 2006. Il compte 13 sélections en équipe de France et a été sélectionné pour l'Euro 2008. Doublure de Willy Sagnol au début de la compétition, il participe au match décisif de poule face à l'Italie (0-2).

## Reconversion
Le 31 mars 2019, il est nommé président du club de national Andrézieux-Bouthéon.
Lors de la rentrée 2019, il s'inscrit à la formation de manager général de club sportif dispensée par le Centre de droit et d'économie du sport de Limoges.

## Statistiques

### Par saison
| Saison                | Club                  | Championnat           | Championnat | Championnat | Coupe nationale | Coupe nationale | Coupe de la Ligue | Coupe de la Ligue | Supercoupe | Supercoupe | Compétition(s) continentale(s) | Compétition(s) continentale(s) | Compétition(s) continentale(s) | France | France | Total | Total |
| Saison                | Club                  | Division              | M.          | B.          | M.              | B.              | M.                | B.                | M.         | B.         | Comp.                          | M.                             | B.                             | M.     | B.     | M.    | B.    |
| 2004-2005             | Toulouse FC (prêt)    | Ligue 1               | 7           | 0           | -               | -               | 1                 | 0                 | -          | -          | -                              | -                              | -                              | -      | -      | 8     | 0     |
| Sous-total            | Sous-total            | Sous-total            | 7           | 0           | -               | -               | 1                 | 0                 | -          | -          | -                              | -                              | -                              | -      | -      | 8     | 0     |
| 2005-2006             | Olympique lyonnais    | Ligue 1               | 14          | 0           | 2               | 0               | 1                 | 0                 | -          | -          | C1                             | 5                              | 0                              | -      | -      | 22    | 0     |
| 2006-2007             | Olympique lyonnais    | Ligue 1               | 21          | 0           | 2               | 1               | 4                 | 0                 | 1          | 0          | C1                             | 6                              | 0                              | 6      | 0      | 40    | 1     |
| 2007-2008             | Olympique lyonnais    | Ligue 1               | 27          | 1           | 5               | 0               | -                 | -                 | 1          | 0          | C1                             | 7                              | 0                              | 7      | 0      | 47    | 1     |
| 2008-2009             | Olympique lyonnais    | Ligue 1               | 9           | 0           | -               | -               | -                 | -                 | -          | -          | C1                             | 1                              | 0                              | -      | -      | 10    | 0     |
| 2009-2010             | Olympique lyonnais    | Ligue 1               | 7           | 0           | -               | -               | -                 | -                 | -          | -          | C1                             | 1                              | 0                              | -      | -      | 8     | 0     |
| Sous-total            | Sous-total            | Sous-total            | 78          | 1           | 9               | 1               | 5                 | 0                 | 2          | 0          | -                              | 20                             | 0                              | 13     | 0      | 127   | 2     |
| 2010-2011             | OGC Nice              | Ligue 1               | 29          | 1           | 4               | 1               | -                 | -                 | -          | -          | -                              | -                              | -                              | -      | -      | 33    | 2     |
| 2011-2012             | OGC Nice              | Ligue 1               | 32          | 4           | 2               | 0               | 4                 | 0                 | -          | -          | -                              | -                              | -                              | -      | -      | 38    | 4     |
| Sous-total            | Sous-total            | Sous-total            | 61          | 5           | 6               | 1               | 4                 | 0                 | -          | -          | -                              | -                              | -                              | -      | -      | 71    | 6     |
| 2012-2013             | AS Saint-Étienne      | Ligue 1               | 31          | 1           | 1               | 0               | 4                 | 0                 | -          | -          | -                              | -                              | -                              | -      | -      | 36    | 1     |
| 2013-2014             | AS Saint-Étienne      | Ligue 1               | 29          | 2           | -               | -               | 1                 | 0                 | -          | -          | C3                             | 4                              | 0                              | -      | -      | 34    | 2     |
| 2014-2015             | AS Saint-Étienne      | Ligue 1               | 15          | 0           | 2               | 0               | -                 | -                 | -          | -          | C3                             | 1                              | 0                              | -      | -      | 18    | 0     |
| 2015-2016             | AS Saint-Étienne      | Ligue 1               | 10          | 0           | -               | -               | -                 | -                 | -          | -          | C3                             | 6                              | 0                              | -      | -      | 16    | 0     |
| Sous-total            | Sous-total            | Sous-total            | 85          | 3           | 3               | 0               | 5                 | 0                 | -          | -          | -                              | 11                             | 0                              | -      | -      | 104   | 3     |
| 2016-2017             | GFC Ajaccio           | Ligue 2               | 18          | 2           | 1               | 0               | -                 | -                 | -          | -          | -                              | -                              | -                              | -      | -      | 19    | 2     |
| 2017-2018             | GFC Ajaccio           | Ligue 2               | 7           | 0           | -               | -               | 1                 | 0                 | -          | -          | -                              | -                              | -                              | -      | -      | 8     | 0     |
| Sous-total            | Sous-total            | Sous-total            | 25          | 2           | 1               | 0               | 1                 | 0                 | -          | -          | -                              | -                              | -                              | -      | -      | 27    | 2     |
| Total sur la carrière | Total sur la carrière | Total sur la carrière | 256         | 11          | 19              | 2               | 16                | 0                 | 2          | 0          | -                              | 31                             | 0                              | 13     | 0      | 337   | 13    |

- 231 matchs et 9 buts en Ligue 1
- 25 matchs et 2 buts en Ligue 2
- 20 matchs en Ligue des Champions
- 11 matchs en Ligue Europa

## Palmarès

### En club
- Champion de France en 2006, 2007 et 2008 avec l'Olympique lyonnais
- Vainqueur de la Coupe de France en 2008 avec l'Olympique lyonnais
- Vainqueur de la Coupe de la Ligue en 2013 avec l'AS Saint-Étienne
- Vainqueur du Trophée des Champions en 2006 et 2007 avec l'Olympique lyonnais
- Finaliste du Trophée des Champions en 2008 avec l'Olympique lyonnais

### En équipe de France
- 13 sélections entre 2006 et 2008
- Participation au Championnat d'Europe des Nations en 2008 (Premier Tour)

#### Sélections A
| Matchs internationaux de François Clerc | Matchs internationaux de François Clerc | Matchs internationaux de François Clerc          | Matchs internationaux de François Clerc | Matchs internationaux de François Clerc | Matchs internationaux de François Clerc | Matchs internationaux de François Clerc                  |
| #                                       | Date                                    | Lieu                                             | Adversaire                              | Résultat                                | Compétition                             | Notes                                                    |
| --------------------------------------- | --------------------------------------- | ------------------------------------------------ | --------------------------------------- | --------------------------------------- | --------------------------------------- | -------------------------------------------------------- |
| 1                                       | 11 octobre 2006                         | Stade Auguste-Bonal, Sochaux-Montbéliard, France | Îles Féroé                              | V 5 - 0                                 | Éliminatoires de l'Euro 2008            | Entre en jeu à la place de Willy Sagnol à la 78e minute. |
| 2                                       | 15 novembre 2006                        | Stade de France, Saint-Denis, France             | Grèce                                   | V 1 - 0                                 | Match amical                            | Entre en jeu à la place de Willy Sagnol à la 46e minute. |
| 3                                       | 7 février 2007                          | Stade de France, Saint-Denis, France             | Argentine                               | D 0 - 1                                 | Match amical                            | Entre en jeu à la place de Willy Sagnol à la 46e minute. |
| 4                                       | 28 mars 2007                            | Stade de France, Saint-Denis, France             | Autriche                                | V 1 - 0                                 | Match amical                            | Titulaire.                                               |
| 5                                       | 2 juin 2007                             | Stade de France, Saint-Denis, France             | Ukraine                                 | V 2 - 0                                 | Éliminatoires de l'Euro 2008            | Titulaire.                                               |
| 6                                       | 6 juin 2007                             | Stade de l'Abbé-Deschamps, Auxerre, France       | Géorgie                                 | V 1 - 0                                 | Éliminatoires de l'Euro 2008            | Titulaire.                                               |
| 7                                       | 22 août 2007                            | Stade Antona Malatinského, Trnava, Slovaquie     | Slovaquie                               | V 1 - 0                                 | Match amical                            | Titulaire, remplacé par Bacary Sagna à la 63e minute.    |
| 8                                       | 16 novembre 2007                        | Stade de France, Saint-Denis, France             | Maroc                                   | N 2 - 2                                 | Match amical                            | Titulaire.                                               |
| 9                                       | 21 novembre 2007                        | Olimpiski, Kiev, Ukraine                         | Ukraine                                 | N 2 - 2                                 | Éliminatoires de l'Euro 2008            | Titulaire.                                               |
| 10                                      | 26 mars 2008                            | Stade de France, Saint-Denis, France             | Angleterre                              | V 1 - 0                                 | Match amical                            | Titulaire.                                               |
| 11                                      | 27 mai 2008                             | Stade des Alpes, Grenoble, France                | Équateur                                | V 2 - 0                                 | Match amical                            | Entre en jeu à la place de Willy Sagnol à la 74e minute. |
| 12                                      | 31 mai 2008                             | Stadium, Toulouse, France                        | Paraguay                                | N 0 - 0                                 | Match amical                            | Titulaire.                                               |
| 13                                      | 17 juin 2008                            | Stade du Letzigrund, Zurich, Suisse              | Italie                                  | D 0 - 2                                 | Premier tour de l'Euro 2008             | Titulaire.                                               |